# Francis Valentine Woodhouse
Francis Valentine Woodhouse (14 februari 1805 - 3 februari 1901) was een Britse advocaat. Hij was de laatstlevende apostel van de Katholiek Apostolische Kerk .

## Levensloop
Hij werd opgeleid aan Eton College en studeerde rechten aan de Universiteit van Oxford (Exeter College), werd in 1829 als advocaat (barrister) bij de 'Inner Temple' in Londen opgenomen en als lid van de 'English Bar'. De latere apostel werkte slechts enkele jaren als advocaat. In februari 1842 trouwde hij Henrietta Liston Laurie. Hij was anglicaan van origine, behoorde echter al vroeg tot de bezoekers van de gemeente van Edward Irving.

## Kerkelijke ambten
In Irvings gemeente werd hij onderdiaken, later diaken en op 14 april 1833 door apostel John Bate Cardale tot oudste gewijd. Op 13 augustus 1834 werd hij bij monde van Drummond in de Londense raadsvergadering als zesde geroepen tot het apostelambt. Op 17 september 1834 nam hij op 29-jarige leeftijd zijn plaats in het apostolaat in, als jongste apostel in de Katholiek Apostolische Kerk.
De hem toegewezen stamnaam was Manasse, waartoe Oostenrijk, Zuid-Duitsland en de Verenigde Staten gerekend werden. Na de dood van de apostelen Dow en Carlyle in 1855 werd de arbeid in hun stamgebieden (Rusland, de Baltische staten en Noord-Duitsland) aan Woodhouse opgedragen en na de dood van apostel King-Church in 1865, kwam daar ook de zorg voor België en Nederland nog bij en successievelijk ook de andere stammen.
Woodhouse speelde een sleutelrol in het Hamburgse schisma van 1863, waaruit de Hersteld Apostolische Zendingkerk en de latere Nieuw-apostolische kerk voortkwamen, doordat hij de ban uitsprak over Schwartz en Geyer.
In 1901 stierf Woodhouse in Albury. Vijf dagen later werd hij op het kerkhof van de lokale Anglicaanse kerk naast de eerstgeroepen apostel Cardale begraven.